# مدرة قتاديانية
مدرة قتاديانية (الاسم العلمي:Galega astragaloides) هي نوع نباتي يتبع جنس المدرة من فصيلة البقولية.